# Grunwald (Grunwald)
Pour les articles homonymes, voir Grunwald.
Grunwald est un village du Gmina Grunwald situé dans le powiat d'Ostróda dépendant de l'administration territoriale et du gouvernement local dans la voïvodie de Varmie-Mazurie en Pologne.

## Histoire

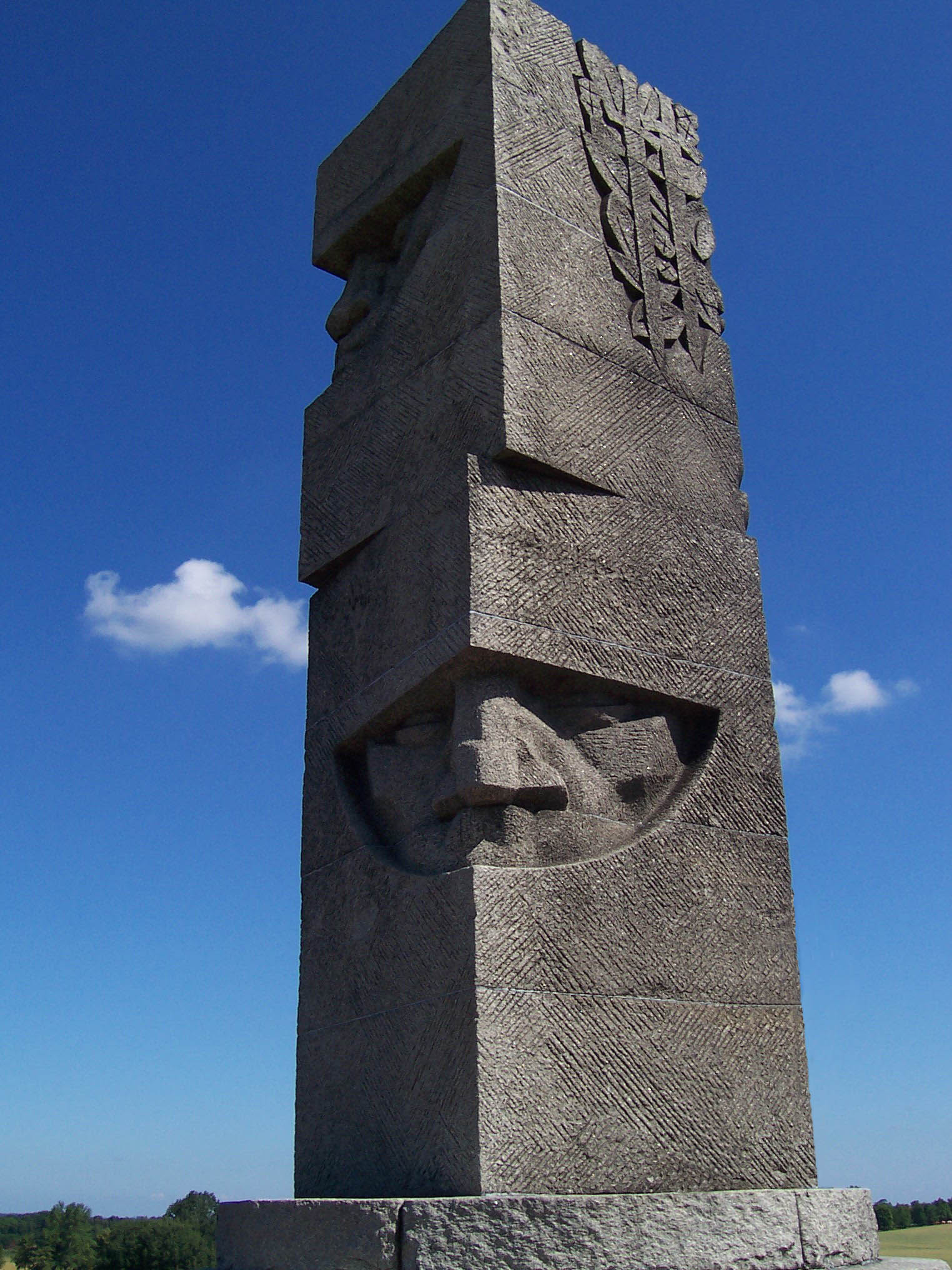
Obélisque de Grunwald.

Durant la Guerre du royaume de Pologne-Lituanie contre l'ordre Teutonique, le 15 juillet 1410, se déroula près du village la bataille de Grunwald, connue également sous le nom de bataille de Tannenberg, entre troupes du roi de Pologne Ladislas II Jagellon et les Chevaliers teutoniques de l'Ordre de Livonie. De 1818 à 1945, Grünfelde fait partie de l'arrondissement d'Osterode-en-Prusse-Orientale (de) dans la province de Prusse-Orientale

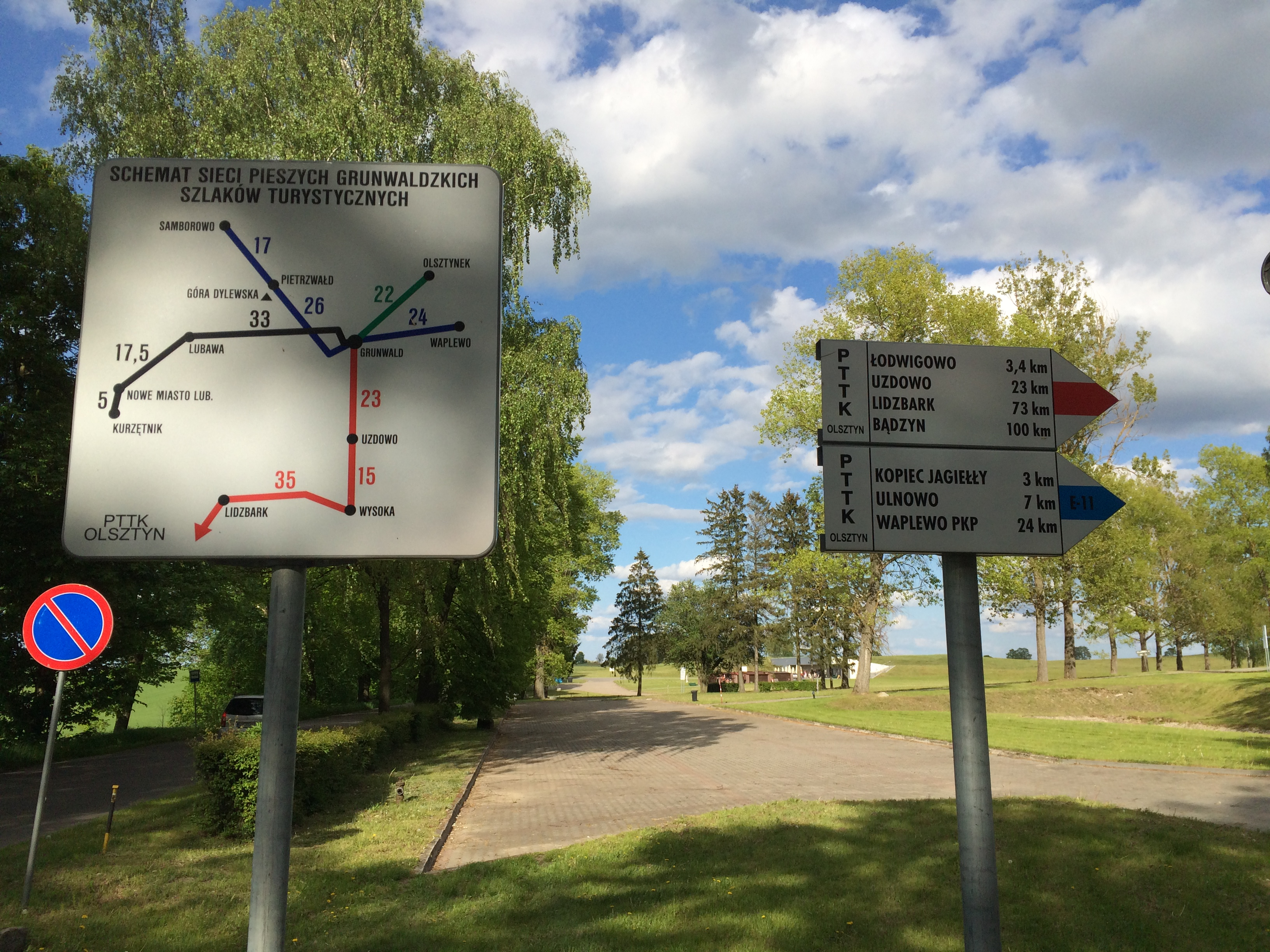
Panneaux de marches et randonnées à Grunwald.